# Pierre Lecomte (militaire)
Pour les articles homonymes, voir Pierre Lecomte et Pierre Lecomte (homonymie).
Pierre Lecomte, né le 20 août 1918 à Mers-les-Bains (Somme) et mort le 2 septembre 2009 à Paris, est un officier parachutiste français, grand-croix de la Légion d'honneur et titulaire de la Silver Star.
Saint-cyrien, il s'illustre au cours de la Seconde Guerre mondiale, en 1944-1945, comme lieutenant au 8e régiment de tirailleurs marocains (8e RTM) au sein du corps expéditionnaire francais du général Juin, lors de la campagne d'Italie. Il combat ensuite comme chef de bataillon en Indochine en 1951-1953 puis participe à la guerre d'Algérie. Il commande, à partir de 1960, le 14e régiment de chasseurs parachutistes (14e RCP). En avril 1961, il participe au putsch des généraux à Alger à la tête de son régiment, ce qui met un terme à sa carrière militaire. 
Il fait une  seconde carrière dans le civil. Réhabilité, il est fait grand-croix de la Légion d'honneur en 2006.

## Biographie

### Formation
Saint-cyrien de la promotion « Amitié franco-britannique (1939-1940) », il est titulaire du brevet parachutiste.

### Seconde Guerre mondiale
À partir de mars 1940, il sert en tant que sous-lieutenant au 10e régiment de tirailleurs marocains (10e RTM).
Après le débarquement allié en Afrique du Nord en novembre 1942 et la reformation de l'armée française, il est affecté au 8e régiment de tirailleurs marocains (8e RTM), et promu lieutenant en mars 1943. Il prend part, comme commandant de compagnie, à la campagne d'Italie et débarque avec le corps expéditionnaire francais du général Juin à Naples en novembre 1943. Il combat en Italie jusqu'en juillet 1944, participant à l'ensemble des opérations : combats d'hiver dans les Abruzzes et sur la ligne Gustav ; bataille du Garigliano ; poursuite sur Rome puis sur Sienne. Sa compagnie est citée à l'ordre de la division en avril 1944 dans les termes suivants : « Est citée à l'ordre de la division la 1re compagnie du 8e régiment de tirailleurs marocains. Belle unité qui s'est distinguée le 27 décembre 1943 sous le commandement du lieutenant Lecomte en prenant d'assaut un point d'appui solidement tenu par de nombreuses armes automatiques ennemies. Après une manœuvre audacieuse et une lutte farouche à la grenade, a pu dénombrer sur le terrain six prisonniers, 20 cadavres allemands et un armement important. ». Durant la bataille du Garigliano en mai 1944, il prend la tête de son bataillon, après la blessure de son commandant, et mène la contre-attaque décisive. Son bataillon est cité à l'ordre de l'armée en juillet 1944 pour ce fait d'armes: « Superbe bataillon, aussi ardent que manœuvrier qui, sous les ordres du chef de bataillon Jannot, s’est emparé de haute lutte, dans la nuit du 11 au 12 mai, du Faito, bastion principal de la résistance allemande à l’ouest du Garigliano. Lancé par une nuit obscure dans un terrain extrêmement difficile à l’assaut des positions très fortement organisées, s’est frayé un passage à travers champs de mines et  réseaux de fils de fer et a atteint rapidement l’objectif fixé, malgré les défenses opiniâtres d’un ennemi  nombreux défendant pied à pied sa position. Contre-attaqué furieusement le 12 mai par des unités  ennemies fraîches ayant pour mission de reprendre coûte que coûte le terrain perdu, est resté maître de la position conquise. A ainsi permis l’élargissement de la brèche initiale dont il a été le premier artisan. ».
En septembre 1944, il débarque en Provence avec son régiment  et participe à la libération de la France.
Durant cette période, il a été est fait chevalier de la Légion d'honneur le 8 février 1944, par décision du général d'armée Henri Giraud, « pour faits de guerre » et décoré de la Silver Star américaine.

### École d'application d'infanterie
Promu capitaine en décembre 1945, il devient instructeur à l'École interrégionale des cadres de Compiègne. En 1946, il est éducateur à l'École d'application d'infanterie d'Auvours puis effectue un stage à l'École d'état-major en 1948.

### Guerre d'Indochine
En 1951, il est choisi pour servir dans le corps expéditionnaire français en Extrême-Orient lors de la Guerre d'Indochine. Il exerce successivement les fonctions de chef du 3e bataillon du 2e régiment de tirailleurs marocains (2e RTM), officier du 4e bureau opérationnel d'état-major des forces terrestres du Nord-Vietnam en 1952, officier adjoint au général commandant les forces terrestres au Laos, et officier à l'état-major opérationnel des troupes aéroportées en Indochine, commandé par le colonel Gilles. Il participe aux opérations de Langson et Mouette et saute sur Ðiện Biên Phủ avec la première vague de parachutistes lors de l'opération Castor en novembre 1953.

### École supérieure de guerre
Il est rapatrié en France en décembre 1953, en même temps que le général Gilles et rejoint l'état-major de la 5e région militaire, puis la 25e division d'infanterie aéroportée à Bayonne. En 1955, chef de bataillon, il intègre l'École supérieure de guerre.

### Guerre d'Algérie
Lors de la Guerre d'Algérie, de 1957 à 1961, il est affecté à l'état-major de la 10e division parachutiste du général Massu en Algérie, puis commande le 14e régiment de chasseurs parachutistes (14e RCP). En avril 1961, il choisit de soutenir le putsch des généraux, et met son régiment à la disposition du général Challe pour marcher sur Alger, puis sur Mers-El-Kébir ce qui met un terme à sa carrière. Interné à la prison de la Santé en même temps que le lieutenant-colonel Masselot commandant du 18e RCP, le lieutenant-colonel de la Chapelle commandant du 1er régiment étranger de cavalerie (1er REC) et le commandant Cabiro, puis jugé par le Haut Tribunal militaire, il est rayé des contrôles de l'armée d'active et condamné à huit ans de détention criminelle le 28 juin 1961.

### Après l'armée
Libéré en juillet 1965, il fait une  seconde carrière à la direction du personnel d'Air Liquide.
En 1974, il prend sa retraite avec l'honorariat de lieutenant-colonel en 1979.
Titulaire de 12 citations dont 6 à l'ordre de l'armée, il est élevé à la dignité de grand officier de la Légion d'honneur en 1997 puis de grand-croix en 2006.
Pierre Lecomte meurt en septembre 2009 à l'âge de 91 ans.
Ses obsèques ont lieu à la cathédrale Saint-Louis-des-Invalides à Paris.

## Décorations

### Françaises
- Grand-croix de la Légion d'honneur (13 janvier 2006)[11]
  - Grand officier le 19 décembre 1997[2].
  - Commandeur le 15 octobre 1956[2].
  - Officier le 13 décembre 1950[2].
  - Chevalier le 8 février 1944[2].
- Croix de guerre 1939–1945 (5 citations)
- Croix de guerre des Théâtres d'opérations extérieurs  (4 citations)
- Croix de la Valeur militaire  (2 citations)

### Étrangères
- Silver Star Medal (États-Unis) (États-Unis)[12]